# Australisch Antarctisch Territorium
Het Australisch Antarctisch Territorium (Engels: Australian Antarctic Territory, ook afgekort tot AAT) is een gedeelte van Antarctica dat door Australië opgeëist wordt. Met een oppervlakte van 5.896.500 km² is het het grootste gebied op Antarctica, waar door één land aanspraak op wordt gemaakt.
Het territorium bestaat uit 2 delen. De westelijke sector heeft een oppervlakte van 5.032.000 km² en ligt tussen Koningin Maudland (45°OL) en Adélieland (136°OL), respectievelijk opgeëist door Noorwegen en Frankrijk. De kleinere oostelijke sector van 864.500 km² ligt tussen Adélieland (142°OL) en het door Nieuw-Zeeland opgeëiste Ross Dependency (160°OL). De noordgrens ligt op 60°ZB en het zuidelijkste punt is de zuidpool zelf. De westelijke sector wordt opgedeeld in meerdere geografische gebieden. Van west naar oost zijn dit: Enderbyland, Kempland, Mac Robertsonland, Prinses Elizabethland, Keizer Wilhelm II-land, Koningin Maryland en Wilkesland. De oostelijke sector bevat alleen het George V-land.
Australië handhaaft drie wetenschappelijke basissen op het AAT: Mawson, Davis en Casey, alle drie gevestigd op het westelijk deel. Naast de Australische basissen is er ook een aantal andere: drie Russische (Molodezhnaya, Mirny en Vostok) en een Chinese (Zhongshan). Vostok is de enige die niet aan de kust is gevestigd.
Antártica · Argentijns Antarctica · Australisch Antarctisch Territorium · Brits Antarctisch Territorium · Koningin Maudland · Adélieland · Peter I-eiland · Ross Dependency